# عملیات بورکل
عملیات بورکل (انگلیسی: Operation Bürkl) عملیاتی بود که توسط جنبش مقاومت لهستان در ورشو در ۷ سپتامبر ۱۹۴۳ صورت گرفت.این عملیات دومین عملیات از مجموعه عملیات سرها بود که توسط ارتش میهنی لهستان و به منظور ترور تعدادی از بدنام‌ترین افسران اس‌اس در ورشو در میانه سال‌های ۱۹۴۳ و ۱۹۴۴ انجام شد.
هدف از اجرای این عملیات ترور فرانتس بورکل، از بدنام‌ترین افسران نازی بود که پیش از آن توسط دادگاه‌های ویژه مقاومت لهستان به جرم قتل چندین نفر به مرگ محکوم شده بود.در روز عملیات ۵ نفر از اعضای این گروه به رهبری یرژی زبوروفسکی به قصد ترور بورکل در یکی از خیابان‌های ورشو کمین کرده بودند.آن‌ها با خود چندین مسلسل استن و نارنجک فیلیپینکا به همراه داشتند.بورکل به همراه چندین افسر دیگر در خیابان بود که گروه زبوروفسکی به آن‌ها حمله کرده و بورکل و ۷ افسر دیگر را به قتل رساندند. نازی‌ها نیز به تلافی این ترور ۲۰ نفر از زندانیان زندان پاویاک را اعدام کردند.